# Mike Larrabee

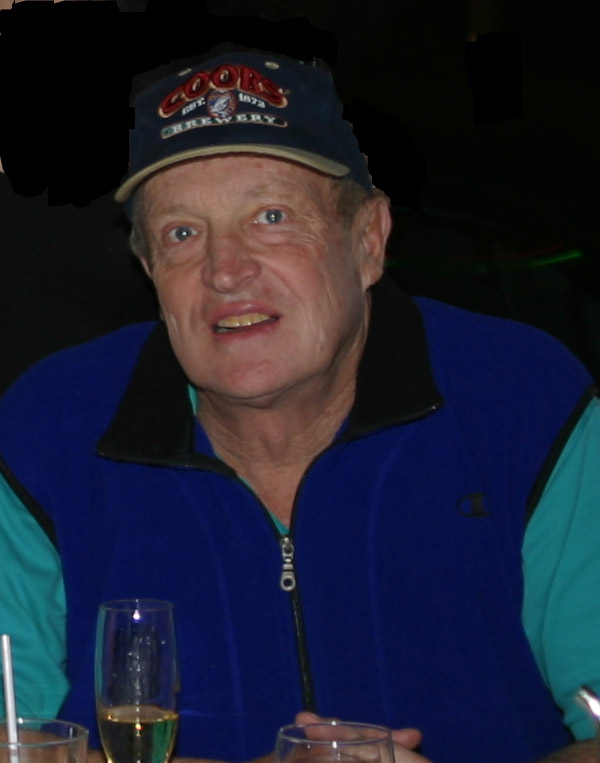
Mike Larrabee 2002

Mike Larrabee (eigentlich Michael Denny Larrabee; * 2. Dezember 1933 in San Buenaventura, Kalifornien; † 22. April 2003 in Santa Maria, Kalif.) war ein US-amerikanischer Sprinter und Olympiasieger im 400-Meter-Lauf.
Larrabee war Mitte der 1950er Jahre ein talentierter Läufer. Sein Talent brachte ihm 1952 ein Stipendium an der University of Southern California ein, wo er Geologie studierte. In den ersten Jahren verhinderten mehrere Verletzungen eine sportliche Karriere. Erst eine Änderung des Trainingprogramms, im Alter von 30 Jahren, half ihm, dass 1964 sein bestes Jahr wurde. Zuerst gewann er die AAU-Meisterschaften über 400 Meter, dann stellte er den bestehenden Weltrekord über 44,9 s ein.
Bei den Olympischen Spielen 1964 in Tokio lag er im 400-Meter-Lauf bis 150 Meter vor dem Ziel nur auf Platz 5. Durch einen grandiosen Endspurt überholte er alle anderen Läufer vor ihm und gewann die Goldmedaille in einer Zeit von 45,1 s. Silber ging an den aus Trinidad und Tobago stammenden Wendell Mottley, Bronze an den Polen Andrzej Badeński. Danach gewann er noch die Mannschaftsgoldmedaille in der 4-mal-400-Meter-Staffel, zusammen mit seinen Teamkollegen Ollan Cassell, Ulis Williams und Henry Carr in der Weltrekordzeit von 3:00,7 min, vor den Stafetten aus dem Vereinigten Königreich (Silber) und aus Trinidad und Tobago (Bronze).
Nach den Olympischen Spielen arbeitete Larrabee als Mathematiklehrer, eröffnete eine Handelsgesellschaft zusammen mit seinem Bruder und war zeitweise US-Repräsentant des Sportschuh-Herstellers Adidas, eine Position, die es ihm erlaubte zu reisen und Kontakte zu knüpfen. In seiner Freizeit war er weiterhin in verschiedensten Sportarten tätig. 2001 wurde bei ihm Pankreaskrebs diagnostiziert und die Ärzte gaben ihm nur noch ein paar Wochen Lebenszeit. Dank seines eisernen Willens und der Chemotherapie hatte er noch zwei weitere Jahre zu leben. Im Dezember 2003 wurde er postum in die National Track and Field Hall of Fame aufgenommen.